# Парос (сеньория)
Сеньория Парос — феодальное владение крестоносцев на одноимённом острове в Эгейском острове (в составе герцогства Наксос).
Основана в 1389 году, завоёвана Османской империей в 1537 году.
Правители:
- Мария Санудо (ум. 1426) и её муж Гаспаре Соммарипа (ум. 1402)
- Крузино I Соммарипа (ум. 1462), их сын
- Николо I Соммарипа (ум. 1505), сын Крузино I
- Крузино II Соммарипа (ум. 1517), сын Николо I
- Фьоренца Соммарипа (ум. 1518), сестра Крузино II
- Николо Веньер (1483—1531), сын Фьоренцы
- Чечилия Веньер (ум 1543), дочь Фьоренцы. При ней в 1537 г. Парос был завоёван турками.